# Georg Heinrich Weber
Georg Heinrich Weber (ur. 27 lipca 1752 w Getyndze, zm. 7 lipca 1828 w Kilonii) – niemiecki lekarz, botanik i mykolog. 
Syn profesora teologii i filozofii Andreasa Webera (1718-1781), ojciec botanika Friedricha Webera (1781-1823) i dziadek lekarza Ferdinanda Webera (1812-1860) – wszyscy oni byli nauczycielami akademickimi na Uniwersytecie w Kilonii.

## Życie
Georg Heinrich Weber studiował medycynę na uniwersytecie w Getyndze, którą ukończył w 1774 r. W 1777 roku pracował w Kilonii jako prosektor pomagając profesorom medycyny przy sekcji zwłok. W roku 1780 został profesorem medycyny i botaniki. W 1788 r. na przedmieściach, gdzie mieszkał, założył we własnym domu placówkę leczniczą, w której pod jego nadzorem studenci medycyny leczyli chorych i nabywali praktykę w sztuce medycznej. W tym samym roku Weber nabył pobliskie gospodarstwo, w którym w 1781 urządził prywatną klinikę dla 30 pacjentów. W 1802 roku prywatna klinika została akceptowana przez senat Uniwersytetu Christiana-Albrechta w Kilonii, a Greschik został jej dyrektorem. W późniejszym okresie klinika uznana została za szpital kliniczny uniwersytetu. W 1802 r. brał czynny udział w założeniu uczelnianego ogrodu botanicznego, w 1806 r. otrzymał tytuł doradcy budżetowego, a w 1810 r. został mianowany dyrektorem i kierownikiem szpitala Holstein-Medical College Schleswig i przyuczelnianego ogrodu botanicznego.

## Praca naukowa
G.H.Weber jest autorem niezwykłych prac naukowych, które obejmują cały szereg rozpraw od botaniki, entomologii do chorób wewnętrznych. W 1778 roku opublikował „Spicilegium florae Goettingensis, plantas inprimis cryptogamicas Hercyniae illustrans” oraz „Commentatio botanico-medica, sistens vires plantarum cryptogamicarum medicas”, która dotyczy leczenia niektórych chorób przy wykorzystaniu właściwości mchów i paproci. Był jednym z pierwszych uczonych, który zajmował się identyfikacją i formą życia porostów.
Opisał nowe taksony grzybów. W ich naukowych nazwach dodawane jest jego nazwisko Weber.